# Panaque
Panaque es un género de pocas especies de peces de la familia Loricariidae en el orden de los Siluriformes. Viven en los trópicos de América del Sur.

## Etimología
El nombre Panaque es una latinización del nombre nativo de estos peces empleado en Venezuela.

## Morfología

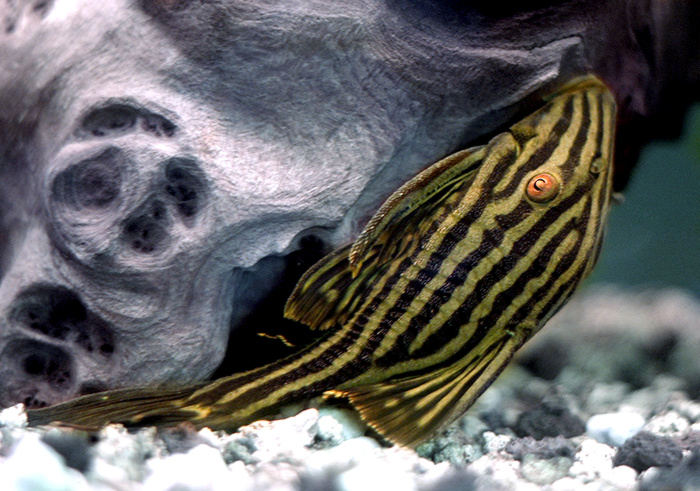
Un Panaque nigrolineatus en un acuario.

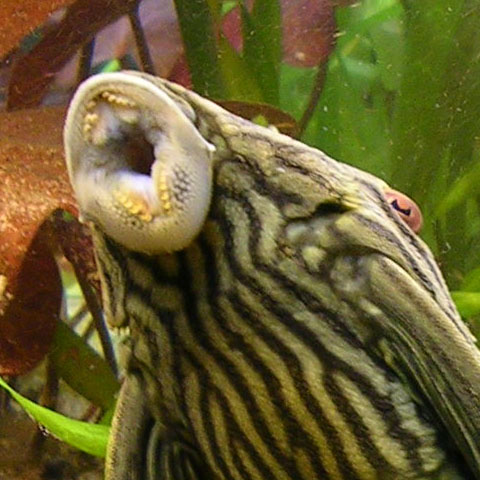
Boca de Panaque nigrolineatus mostrando los dientes.

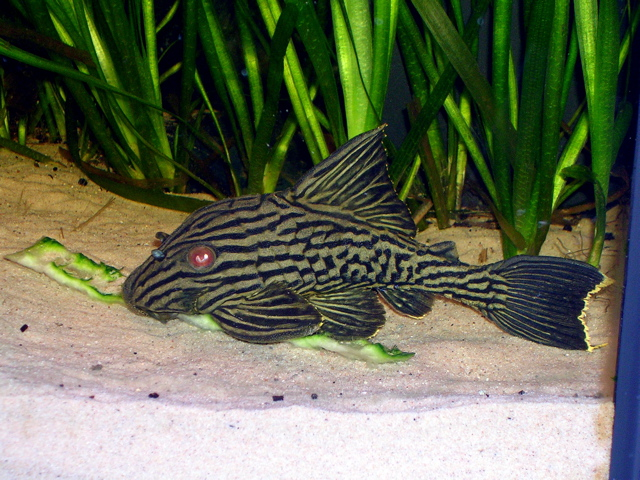
Un Panaque nigrolineatus en un acuario.

Los machos pueden llegar alcanzar los 43 cm de longitud total. Son buenos nadadores, pero al igual que otros loricáridos poseen la boca en forma de fuerte ventosa con la que pueden adherirse a las rocas y troncos sumergidos y permanecer inmóviles, con muy poco gasto de energía.
Tienen cuerpos robustos, blindados contenidos por placas endurecidas de la piel llamadas escutelaciones, pues carecen de escamas. Además de su armadura, tienen fuertes espinas en las aletas pectoral y dorsal; las utilizan de manera defensiva, ya sea para trabarse en las grietas para que los depredadores no se puede tirar de sus colas, o bien para evitar que los grandes depredadores se los traguen. Otra característica típica de la familia es la anatomía del iris. La mayoría de los peces son incapaces de regular la cantidad de luz que entra en sus ojos, pues poseen iris que no pueden cambiar de tamaño. Tanto macho y hembra de Panaque desarrollar cerdas, conocidas como odontodes, en los lados de la cabeza y en las aletas pectorales. A diferencia de los siluriformes depredadores, estos al ser omnívoros tienen barbillas muy cortas, puntiagudas. 

## Distribución geográfica
Todas las especies de Panaque se encuentran en los trópicos de América del Sur, en las cuencas del río Magdalena, río Orinoco, río Amazonas, río Esequibo y en la del lago de Maracaibo. Cuentan con alguna especie Brasil, Colombia, Ecuador, Perú, y Venezuela.

## Hábitat
Las especies de Panaque vienen en cursos fluviales tropicales del norte de América del Sur; generalmente en ríos de corriente rápida.

## Alimentación
Si bien se ha argumentado que las especies de Panaque son los únicos peces que pueden comer y digerir la madera, su aparato digestivo no es diferente de las demás géneros relacionados, lo que sugiere que no están físicamente adaptados a comer madera, y son, de hecho, detritívoros al igual que otros Loricariidae. Tienen hábitos mayormente nocturnos.

## Taxonomía
Scobinancistrus y Panaqolus a veces se consideran como subgéneros de este género.

## Especies
En el año 2012 son 7 las especies reconocidas para este género:
- Panaque armbrusteri Lujan, Hidalgo & D. J. Stewart, 2010
- Panaque bathyphilus Lujan & Chamon, 2008
- Panaque cochliodon Steindachner, 1879
- Panaque nigrolineatus W. K. H. Peters, 1877 nombre vulgar: «panaque real»
- Panaque schaeferi Lujan, Hidalgo & D. J. Stewart, 2010
- Panaque suttonorum L. P. Schultz, 1944 nombre vulgar: «panaque de ojos azules»
- Panaque titan Lujan, Hidalgo & D. J. Stewart, 2010

## Su empleo en acuarismo
Al ser peces de comportamiento pacífico, varias especies de Panaque se han convertido en populares peces de acuario, en particular, Panaque nigrolineatus, llamado «panaque real», de notable colorido, el cual es demandado por los aficionados que buscan comedores de algas. Tiene un color de fondo verde grisáceo sobre el que se dibujan gruesas y oscuras rayas negro-azuladas. Las aletas están bordeadas de color de oro o crema, y los ojos son de color rojo. En cautiverio, en general crecen hasta unos 30 cm de longitud. Una segunda especie muy comercializada, Panaque cochliodon, es llamado por los acuaristas como «panaque de ojos azules». Todos los Panaque requieren más o menos lo mismo en cautiverio: un tronco donde aferrarse, y una dieta mixta que incluya algas verdes, verduras frescas como zanahorias, calabacines y espinacas.